# Sylvain Cypel
Sylvain Cypel és un periodista francès d'ascendència jueva.
Fou membre del Matzpen i en 1970, amb Menahem Carmi, se'n va escindir per fundar la Lliga dels Treballadors, de caràcter trotskista. Actualment viu a París, on ha estat redactor en cap del diari Le Monde de 1998 a 2013, En 1998 va deixar Courrier International, on va ser redactor en cap durant cinc anys, i va exercir com a cap de la secció internacional de Le Monde, del que n'ha estat corresponsal a Nova York. El 2006 va rebre el Premi de Periodisme Francisco Cerecedo.
És autor del llibre Les Emmurés. La société israélienne dans l'impasse (2005) on analitza les relacions entre israelians i palestins des de la independència d'Israel i proposa la retirada israliana dels Territoris Ocupats.

## Vida personal
Fill de Jacques Cypel, editor en cap d' Unzer Wort, l'últim diari editat en jiddisch fins que fou clausurat a París el 1996, i líder del moviment sionista a França.

## Obres
- Cypel, Sylvain. La Découverte. Les emmurés (en francès), 2006, p. 462. ISBN 9782707149763. OCLC 255355504.. Versió en anglès Cypel. Walled: Israeli society at an impasse, 2006. ISBN 9781590512104.
- Cypel, Sylvain. Autrement. Un Nouveau rêve américain (en francès), 2015, p. 160. ISBN 978-2746740235..
- Don Quichotte éditions. Liberty (en francès), 2016, p. 333. ISBN 9782359495515..